# Stephanoceras
Stephanoceras is een geslacht van uitgestorven cephalopode Mollusca uit de onderklasse Ammonoidea, dat leefde tijdens het Vroeg-Krijt.

## Kenmerken
Deze koppotige kenmerkte zich door een dikke, dichtgewonden schelp met krachtige, over de rugkant doorlopende ribben. De schelp bevat een lange woonkamer met een monding, die lepelvormige uitstulpingen kan hebben. De diameter bedraagt maximaal 12,5 centimeter.
Stephanoceras heeft een evolute schaal, zoals kenmerkend voor de familie, met goed ontwikkelde ribbels en knobbeltjes. De schaal is opgerold, zodat kransen de meeste nauwelijks raken, maar sommige hebben opmerkelijke overlapping. Primaire ribben komen uit de navelstreng, de lijn die de binnenrand van de specifieke blootgestelde krans markeert en verdelen over de flanken, meestal in twee, soms in drie en vormen secundaire ribben die de buitenrand van de schaal kruisen, bekend als de buik ononderbroken. Tuberkels, verhoogde uitsteeksels, vormen zich aan de uiteinden van de primaire ribben waar ze bifurqueren of soms trifurqueren. Stephanoceras was vrij groot met een schaaldiameter tot zevenentwintig centimeter en een breedte tot zes centimeter over de buitenste krans. Zoals vele ammonieten is Stephanoceras dimorf met een grote macroconche vorm die vrouwelijk wordt geacht en een kleine microconche vorm die mannelijk wordt geacht. In de meeste aspecten is de microconch gewoon een kleinere versie van de macroconch. Het primaire verschil ligt in de opening, die in de microconch vlakke verlengingen aan weerszijden heeft, kleppen. Die van de macroconch is over het algemeen eenvoudig, voorafgegaan door een vernauwing.

## Soorten
- Stephanoceras blagdeni  (Sowerby)
- Stephanoceras boulderense  Imlay 1982
- Stephanoceras humphriesianum  Sowery 1825)
- Stephanoceras quenstedti  Кoche 1939
- Stephanoceras skidegatense  Whiteaves 1876